# Seetalhalde-Galgenberg
Seetalhalde-Galgenberg ist ein mit Verordnung des Regierungspräsidiums Tübingen vom 10. Dezember 1993 ausgewiesenes Naturschutzgebiet mit der Nummer 4.234.

## Lage
Das Naturschutzgebiet befindet sich in den Naturräumen Mittlere Kuppenalb und Mittlere Flächenalb. Es liegt etwa 500 m nordwestlich von Münsingen und umfasst u. a. die Kuppe und Hangzone des 771 m hohen Galgenbergs. Die Halbtrockenrasen des Gebiets bilden einen Biotopverbund mit den Halbtrockenrasen der anderen Naturschutzgebiete im Nordraum von Münsingen: Höhnriß-Neuben, Kälberberg-Hochberg, Schopflochberg und Eckenlauh-Weißgerberberg. Das Schutzgebiet ist Teil des FFH-Gebiets Nr. 7523-311 Münsinger Alb und liegt vollständig im Biosphärengebiet Schwäbische Alb.

## Schutzzweck
Laut Verordnung ist der Schutzzweck:
- die Erhaltung der für die Mittlere Kuppenalb typischen, vielfältigen und kleinstrukturierten Landschaft aus Halbtrockenrasen, Wacholderheiden, Feldgehölzen, Hecken, landschaftsprägenden Weidbuchen, Sukzessionsflächen sowie Acker- und Wiesenflächen,
- die Erhaltung, Pflege und Verbesserung extensiv genutzter, artenreicher Halbtrockenrasen mit zahlreichen seltenen und zum Teil stark gefährdeten Pflanzen- und Tierarten,
- die Erhaltung, Pflege und Verbesserung der Heckenlandschaft als Lebensraum einer artenreichen Pflanzen- und Tiergemeinschaft und als Rückzugsgebiet für zahlreiche Arten aus der umgebenden Agrarlandschaft, sowie einzelner Acker- und Wiesenflächen als Bindeglieder der jeweiligen Teilbereiche bzw. Pufferflächen zur übrigen intensiv genutzten Landschaft, die selbst wieder zum Strukturreichtum des Gebiets beitragen,
- die Erhaltung des weiträumigen Biotopverbunds von der Trailfinger Schlucht über den Schopflochberg, die Seetalhalde und den Galgenberg zu den östlich und westlich gelegenen Halbtrockenrasenflächen im Münsinger Nordraum.

## Flora und Fauna
Im Gebiet findet man die Orchideenarten Honigorchis, Bienen-Ragwurz, Weißes Waldvöglein, Braunrote Stendelwurz und Breitblättrige Stendelwurz. Bemerkenswert ist auch das Vorkommen der geschützten Weißen Braunelle. Im Gebiet ließen sich drei Heuschreckenarten nachweisen, die von Aussterben bedroht bzw. in ihrem Bestand stark gefährdet sind: Gebirgsgrashüpfer, Warzenbeißer und Buntbäuchiger Grashüpfer. Bei den Schmetterlingsarten seien Aurorafalter,  Kaisermantel, Silbergrüner Bläuling und Hauhechel-Bläuling exemplarisch genannt. Eine weitere faunistische Bereicherung des Gebiets stellt das Vorkommen der Vogelarten Dorngrasmücke, Neuntöter und Grauammer dar.